# Waldemar Kowalski (historyk)
Waldemar Zbigniew Kowalski (ur. 2 maja 1957 w Kielcach) – polski historyk, profesor nauk humanistycznych, wykładowca akademicki.

## Życiorys
W 1976 roku ukończył VI Liceum Ogólnokształcące im. Juliusza Słowackiego w Kielcach. W latach 1976–1980 odbył studia z zakresu historii w Wyższej Szkole Pedagogicznej w Kielcach. Magisterium uzyskał na podstawie pracy "Corpus Inscriptionum Poloniae" Województwo radomskie, część wschodnia przygotowanej na seminarium prof. Zenona Guldona. Doktoryzował się w 1988 roku w Wyższej Szkole Pedagogicznej im. Komisji Edukacji Narodowej w Krakowie na podstawie pracy zatytułowanej Inskrypcje z XII–XVIII wieku na terenie północnej Małopolski, której promotorem był Zenon Guldon. Stopień doktora habilitowanego uzyskał w 1999 na tej uczelni w oparciu o rozprawę Uposażenie parafii Archidiakonatu Sandomierskiego w XV–XVIII wieku. Postanowieniem Prezydenta RP z 31 października 2007 roku otrzymał tytuł profesora nauk humanistycznych.
W latach 1980–1983 był dziennikarzem „Słowa Ludu”. W 1983 roku podjął pracę w Wyższej Szkole Pedagogicznej w Kielcach, przekształconej następnie w Akademię Świętokrzyską i Uniwersytet Jana Kochanowskiego. W latach 2008–2012 na uczelni tej był dyrektorem Instytutu Historii, a obecnie jest kierownikiem Zakładu Historii XVI-XVIII wieku. Wykłada również we Wszechnicy Świętokrzyskiej w Kielcach. Ponadto w 2003 roku był visiting research professor w The Research Institute of Irish and Scottish Studies i University of Aberdeen.
Specjalizuje się w historii nowożytnej i historii życia społeczno-religijnego XVI–XVIII w. Jego zainteresowania badawcze obejmują: stosunki wyznaniowe, etniczne i dzieje Kościoła katolickiego w Polsce XV–XVIII w., emigrację z Wysp Brytyjskich do Europy Środkowej w XVI–XVII w., nauki pomocnicze historii, w szczególności historię archiwów i kancelarii oraz epigrafikę. Został odznaczony Medalem Komisji Edukacji Narodowej.
Jest członkiem Polskiego Towarzystwa Historycznego, Kieleckiego Towarzystwa Naukowego i Towarzystwa Przyjaciół Górnictwa, Hutnictwa i Przemysłu Staropolskiego.

## Wybrane publikacje
- Historycy kieleccy o regionie, Kielce 1983
- Corpus Inscriptionum Poloniae" t.7. Województwo radomskie, z. 1. Radom i Iłża wraz z regionem, oprac. Waldemar Kowalski, Warszawa 1992
- Żydzi wśród chrześcijan w dobie szlacheckiej Rzeczypospolitej, Kielce 1996 (redaktor)
- Uposażenie parafii archidiakonatu sandomierskiego w XV–XVIII wieku, Kielce 1998
- Kościół katolicki w Małopolsce w średniowieczu i we wczesnym okresie nowożytnym, Kielce 2001 (redaktor)
- Parafia Trójcy Świętej w Jędrzejowie na tle dekanatu. Zarys dziejów, Kielce 2003 (wraz z ks. Danielem Olszewskim)
- „Do zmartwywstania swego za pewnym wodzem Kristusem...”. Staropolskie inskrypcje północno-zachodniej Małopolski, Kielce 2004
- Wielka imigracja. Szkoci w Krakowie i Małopolsce w XVI – pierwszej połowie XVII wieku, Kielce 2010